# Can Montllor de Dalt
Can Montllor de Dalt o Can Montllor de la Muntanya és una masia al costat del Torrent de Can Montllor al terme municipal de Sentmenat (el Vallès Occidental) catalogada a l'Inventari del Patrimoni Arquitectònic de Catalunya. És una masia de proporcions asimètriques, formada per dos cossos posats en angle recte coincidents i amb un pati comú. El cos principal, de solució asimètrica, és de més alçada que el lateral, que presenta un aspecte de cos afegit, i adossat per necessitats d'ampliació. La façana principal presenta un portal de molt senzilla factura, sense adovellat i una superfície del mur estucat fins al teulat.
La paret lateral dreta rep tota la importància estètica i arquitectònica. La segona planta presenta tres finestres amb elements goticitzants, essent una d'elles més significativa que les altres, situada en el que va ser, abans de la modificació de les estructures arquitectòniques, l'eix de simetria de la façana. Les altres dues finestres que la flanquegen, també reuneixen elements ornamentals goticitzants, malgrat que molt més senzills, en una d'elles totalment desapareguts.
Tot fa suposar en un desdibuixament del tipus arquitectònic corresponent a la masia clàssica de Josep Danés del grup II de la seva classificació, en favor d'una ampliació inicial i d'una obligació de variar l'orientació de la casa degut al desnivell que s'aprecia davant d'aquest lateral i que segurament no existia en el seu inici. El carener seria en aquell perpendicular, com és habitual, a la façana. El teulat és d'escassa inclinació. El ràfec només sobresurt en la façana lateral esquerra (posteriorment el frontis de la casa).